# دومينيك جيرارد
دومينيك جيرارد (بالفرنسية: Dominique Girard)‏ هو مصمم حدائق ومهندس معماري فرنسي، ولد في 1680، وتوفي في 1738 في ميونخ في ألمانيا.